# Bernhard Christian Otto
Bernhard Christian Otto ( 6 de marzo de 1745, Niepars, Stralsund - 5 de noviembre de 1835, Fráncfort del Óder) fue un médico, naturalista, y economista alemán.
Estudió Medicina en la Universidad Georg-August de Gotinga, y en 1771 recibió el título de doctor médico. En 1772 obtiene su habilitación de instructor en la Facultad universitaria de Greifswald. y continuó especializándose en cirugía ginecológica.
En 1776, accede a profesor adjunto de la Facultad de medicina, y daba conferencias sobre historia natural. En 1781 fue nombrado profesor de Historia Natural y en Ciencias Económicas en la Facultad de Artes, y comenzó estudios en cirugía y obstetricia. En 1788, fue nombrado director del jardín botánico de Fráncfort del Óder. Tradujo una serie de ensayos de historia natural del francés al alemán.

## Algunas publicaciones

### Libros
- iohannes iacobus Mueller, bernhard christian Otto. 1892. De Trepanatione momentaneis in cranii laesionibus quam primum instituenda. Editor [Drucker:] Apitz, 26 pp.

- Georges-Louis Leclerc de Buffon, friedrich heinrich wilhelm Martini, bernhard christian Otto.1801. Welcher ein vollständiges Sach- und Wortregister, und Verzeichniß der angezogenen Schriftsteller aller vorhergehenden Bände enthält. Volumen 23 de Herrn von Buffons Naturgeschichte der vierfüßigen Thiere. Editor Pauli, 356 pp.

- ---------------------------------------------------, ---------------------------------------------------, --------------------------------------. 1798. Zusätze. Aus dem Französischen übersetzt, mit Anmerkungen, Zusätzen und vielen Kupfern vermehrt durch. Volumen 21 de Herrn von Buffons Naturgeschichte der vierfüßigen Thiere. Editor Pauli, 286 pp.

- ---------------------------------------------------, ---------------------------------------------------, --------------------------------------. 1795. Aus dem Französischen übersetzt, mit Anmerkungen, Zusätzen und vielen Kupfern vermehrt durch. Volumen 20 de Herrn von Buffons Naturgeschichte der vierfüßigen Thiere. Editor Pauli, 260 pp.

- ---------------------------------------------------, ---------------------------------------------------, --------------------------------------. 1792. Naturgeschichte der vierfüßigen Thiere. Volumen 18. Editor Verl. der Kompagnie, 378 pp. en línea

- ---------------------------------------------------, ---------------------------------------------------, --------------------------------------. 1772. Naturgeschichte der Vögel. Mit 21 Kupfertaf, Volumen 1. Editor Pauli, 276 pp.

- bernhard christian Otto. 1771. Dissertatio inauguralis de conciliandis medicis quoad variolas internas dissentientibus ... Editor Ex officina J.J.H. Schulzii, 28 pp.

- --------------------------------------. 1771. De conciliandis medicis quo variolas internas dissentientibus

## Honores
- Presidente del Colegio Real de Suecia de Salud en Pommern und Rügen

Miembro de
- Sociedad Entomológica de Berlín